# لیندا مارتین
لیندا مارتین (به انگلیسی: Linda Martin) (زاده ۱۷ آوریل ۱۹۵۳) خوانندهٔ ایرلندی است.
او در سال ۱۹۹۲ برنده مسابقه یوروویژن شد.